# Dieter Eilts
Dieter Eilts (Upgant-Schott, 13 dicembre 1964) è un allenatore di calcio ed ex calciatore tedesco, di ruolo centrocampista.

## Carriera
In tutta la sua carriera giocò con il Werder Brema, conquistando due Bundesliga, tre Coppe di Germania e una Coppa delle Coppe.
Con la Germania collezionò in tutto 31 presenze a partecipò al vittorioso campionato d'Europa 1996, giocando anche la finale, terminata in anticipo a causa di un infortunio occorsogli verso la fine del primo tempo.
Terminata la carriera di calciatore allenò dal 2003 al 2004 la selezione tedesca Under-19 e successivamente quella Under-21. Dal novembre 2008 allenava l'Hansa Rostock.

## Palmarès

### Club

#### Competizioni nazionali
- Campionato tedesco: 2

Werder Brema: 1987-1988, 1992-1993
- Coppa di Germania: 3

Werder Brema: 1990-1991, 1993-1994, 1998-1999
- Supercoppa di Germania: 3

Werder Brema: 1988, 1993, 1994

#### Competizioni internazionali
- Coppa delle Coppe: 1

Werder Brema: 1991-1992
- Coppa Intertoto UEFA: 1

Werder Brema: 1998

### Nazionale
- Campionato d'Europa: 1

1996